# Monumento al Bombero Voluntario
El Monumento al Bombero Voluntario es un conjunto escultórico de acero ubicado cerca del Parque Forestal, en la ciudad de Santiago, Chile. Fue encargado por la Ilustre Municipalidad de Santiago en 1913 al escultor Antonio Coll y Pi, con motivo del cincuentenario de la creación del Cuerpo de Bomberos de Santiago.
El monumento representa la figura de un bombero que carga en sus hombros a una mujer, rescatándola de una eventual tragedia.